# جيم باركر (سياسي)
جيم باركر (بالإنجليزية: Jim Barker)‏ هو سياسي أمريكي، ولد في 20 يونيو 1935 في الولايات المتحدة، وتوفي في 25 أبريل 2005 في أوكلاهوما سيتي في الولايات المتحدة. حزبياً، نشط في الحزب الديمقراطي. وقد انتخب عضو مجلس نواب أوكلاهوما.